# Golding Bird

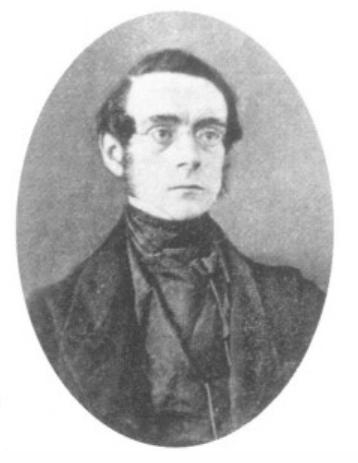
Golding Bird

Golding Bird (* 1815; † 27. Oktober 1854 in London) war ein Praktischer Arzt, der als Erster eine Krankenhausstation leitete, in welcher galvanischer Gleichstrom in der Behandlung von Krankheiten am Menschen eingesetzt wurde.
Bird wurde 1815 in England geboren und starb 1854 in London, vermutlich an den Folgen einer rheumatischen Herzerkrankung. Bird war Schüler des Guy’s Hospital in London und wurde dort 1836 als Lehrer für Philosophie eingestellt. Im Rahmen dieser Arbeit verfasste Bird ein Werk über Naturwissenschaften, das zu seinen Lebzeiten insgesamt in vier Ausgaben erschien. Bird begann in London als Praktischer Arzt zu arbeiten, war aber wirtschaftlich nicht sehr erfolgreich. 1838 wurde Bird in der Finsbury Krankenanstalt, London, als Arzt angestellt, wo er bis 1843 blieb, bis er zum Assistenzarzt im Guy’s Hospital im Jahr 1843 ernannt wurde. Seine Lehr- und Forschungsarbeiten auf dem Gebiet der Galvanotherapie begann Bird 1847. 1849 publizierte er erstmals zu diesem Thema (Bird, G., 1849, Lectures on Electricity and Galvanism in Their Physiological and Therapeutic Relations, London). Bird errichtete anhand seiner Erfahrungen eine Indikationsliste zur therapeutischen Anwendung des galvanischen Stromes, die später von anderen Ärzten wie Robert Remak 1858 erweitert wurde.

## Quelle
- J. H. Balfour: Biographical sketch of the late Dr Golding Bird. London 1855.

| Personendaten    | Personendaten               |
| ---------------- | --------------------------- |
| NAME             | Bird, Golding               |
| KURZBESCHREIBUNG | englischer praktischer Arzt |
| GEBURTSDATUM     | 1815                        |
| GEBURTSORT       | England                     |
| STERBEDATUM      | 27. Oktober 1854            |
| STERBEORT        | London                      |